# Гевенешть (Бузеу)
Гевенешть, Гевенешті (рум. Găvănești) — село у повіті Бузеу в Румунії. Входить до складу комуни Седжата.
Село розташоване на відстані 104 км на північний схід від Бухареста, 20 км на схід від Бузеу, 84 км на південний захід від Галаца, 129 км на південний схід від Брашова.

## Населення
За даними перепису населення 2002 року у селі проживала 1241 особа. Усі жителі села рідною мовою назвали румунську.
Національний склад населення села:
| Національність | Кількість осіб | Відсоток |
| -------------- | -------------- | -------- |
| румуни         | 1209           | 97,4%    |
| цигани         | 32             | 2,6%     |